# Arc de 124,5 °
L'Arc de 124,5 ° est une sculpture extérieure de l'artiste conceptuel français Bernar Venet, installée à Berlin, dans l'arrondissement de Tempelhof-Schöneberg.

## Données
La sculpture, en acier Corten laqué de noir, a une hauteur de 21 m et pèse 15 tonnes. Elle repose sur des fondations en béton, pesant 100 tonnes.

## Histoire
Le Premier ministre français Jacques Chirac a inauguré l'œuvre d'art le 2 juillet 1987. C'était un cadeau de la France à l'occasion du 750e anniversaire de Berlin. Air France a participé au financement du transport par un don.
Au cours des dernières années, la sculpture a été régulièrement endommagée par des barbouillages de peinture, elle est tombée dans un état de délabrement général et n'était visible que pendant les mois d'hiver en raison de la croissance des platanes plantés de part et d'autre de la sculpture sur la bande verte. En 2018, la Société mathématique de Berlin (de) a nommé l’Arc de 124,5° « lieu mathématique du mois d'août ». En 2019, des artistes et l'ambassade de France ont protesté contre l'état d'abandon de la sculpture. Des protestations de citoyens et d'associations environnementales se sont élevées contre l'abattage de 8 platanes. Le Tagesspiegel qualifie l'emplacement de « (...) pure solution de fortune, sa position longitudinale sur la route [est] une catastrophe visuelle. Un triste cas pour l'art dans l'espace public ».
Bernar Vernet a créé une seconde version très similaire de l’Arc de 124,5°, l’Arc de 115,5°, qui a été installé en 1988 à un endroit bien exposé du Jardin Albert-Ier à Nice et mesure 19 m de haut.